# Giuseppe Sensales
Giuseppe Sensales (Palermo, 19 settembre 1831 – Roma, 25 maggio 1902) è stato un prefetto e politico italiano.

## Biografia
Volontario sedicenne nell'amministrazione centrale delle finanze del Regno delle Due Sicilie, passato in seguito a quella dell'interno, nel 1860 viene chiamato a prestare servizio nell'amministrazione dell'interno italiana. Nominato prefetto nel 1873, ha retto le sedi di Catanzaro, Ascoli Piceno, Girgenti, Messina, Pisa e Ravenna. È stato per due volte direttore generale della Pubblica sicurezza. Nel secondo mandato, conferito da Giovanni Giolitti, deve affrontare gravi problemi di ordine pubblico: tumulti in Sicilia e Puglia per l'aumento del dazio sulle farine, rivendicazioni sindacali di operai e artigiani in varie città italiane, repressione dei moti anarchici dopo l'assassinio del presidente francese Marie François Sadi Carnot ad opera dell'anarchico italiano Sante Caserio. Deve inoltre affrontare la recrudescenza del banditismo in Sicilia e Sardegna e le conseguenti polemiche sull'efficienza della polizia, la cui riforma, insistentemente richiesta dalla stampa e dall'opinione pubblica, tarda a causa dei numerosi problemi di ordine pubblico all'epoca esistenti. Cessa da ogni incarico il 7 aprile 1896.